# Microdebilissa bipartita
Microdebilissa bipartita là một loài bọ cánh cứng trong họ Cerambycidae.